# 達維德·馬贊蒂
達維德·馬贊蒂（Davide Mazzanti，1976年10月15日—）是一名義大利排球教練，他自2009年起開姑執教生涯。現時執教特倫提諾女排俱樂部。
他曾任科內利亞諾女排俱樂部及義大利國家女子排球隊主教練。

## 生涯
2017年，時任義大利國家女子排球隊主教練马尔科·博尼塔正式離任。達維德·馬贊蒂獲委任成為義大利國家女子排球隊新主帥。他亦為了投放更多時間在國家隊，辭去科內利亞諾女排俱樂部主教練一職。專注執教國家隊。
2021年，馬贊蒂帶領義大利國家女子排球隊在2021年歐洲女子排球錦標賽決賽中以3比1擊敗塞爾維亞奪得冠軍。這是義大利相隔12年再次奪得冠軍。這亦是馬贊蒂在執教國家隊中第一次拿下國際賽冠軍。
2023年，馬贊蒂為了讓更多年輕球員上陣而棄用了實力強勁的原先發球員班底。作為衛冕冠軍，義大利女排先在2023年歐洲女子排球錦標賽不敵荷蘭，最終僅得第四名。而在另一重要比賽2023年女子排球奧運資格賽中，義大利女排不敵美國、波蘭無緣取得直入巴黎奧運的資格。馬贊蒂在今年的用人調度備受各界質疑，亦傳出馬贊蒂與一眾老將不和。最終馬贊蒂被意大利排協解雇。

## 獎項

### 國家隊
- 2019年歐洲女子排球錦標賽： - 季軍
- 2021年歐洲女子排球錦標賽： - 冠軍
- 2022年女子排球國家聯賽： - 冠軍